# Cairn terrier
Pour les articles homonymes, voir Cairn (homonymie).

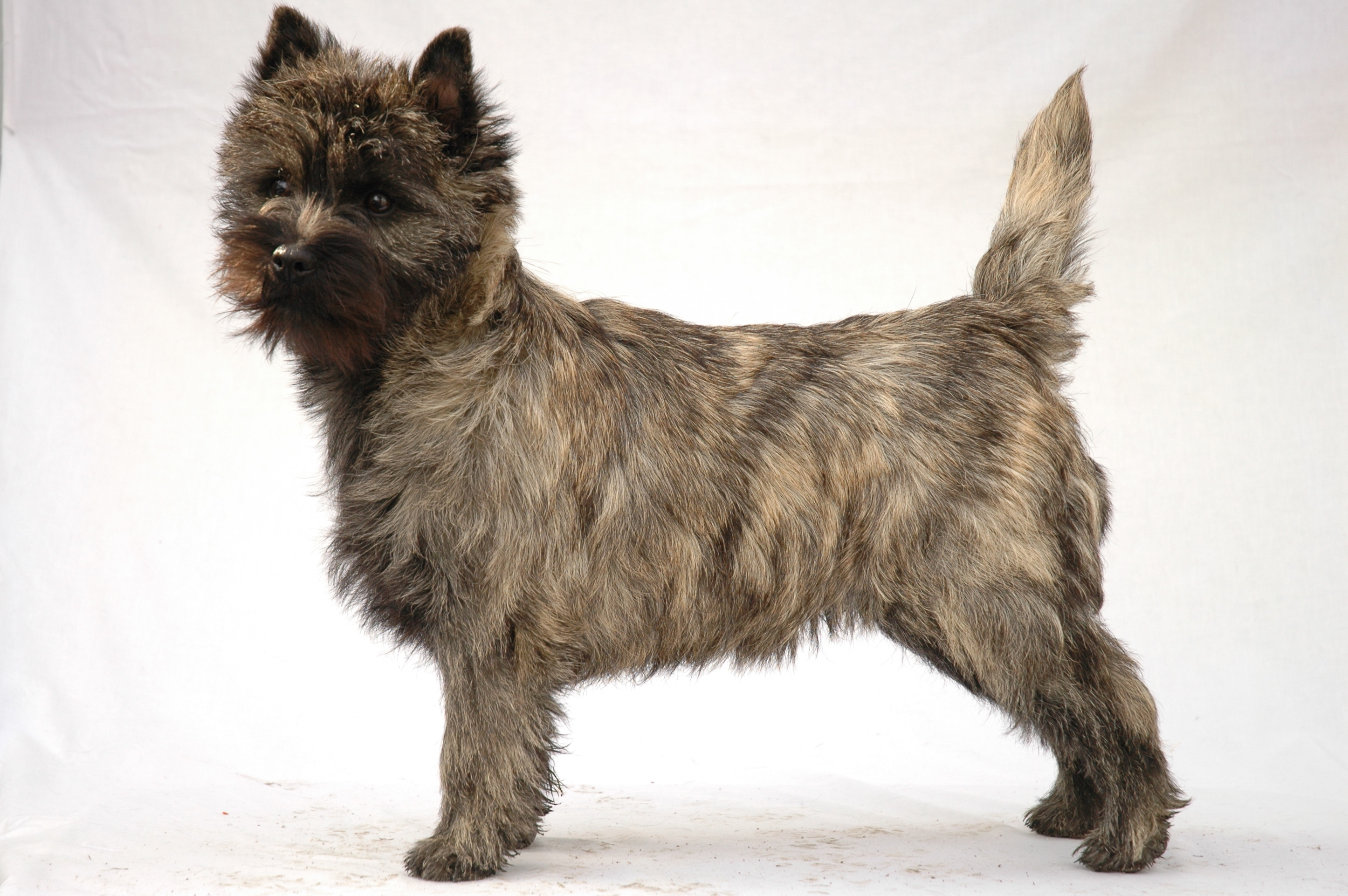

Le cairn terrier est une race de chien originaire d'Écosse. Il est de petite taille et assez rustique. C'est l'une des plus anciennes races de terriers. Son nom fait référence aux monticules de pierres appelés cairns.
Le cairn terrier doit sa notoriété à l'un des représentants de sa race qui joua Toto dans le film Le magicien d'Oz.

## Historique
Avec le Skye terrier, c'est le terrier d'Écosse le plus anciennement connu : on mentionne ces petits chiens de terrier dès le XIIe siècle. Il provient sans doute d'un croisement entre les terriers autochtones des Highlands de l'ouest et les chiens bassets de type primitif (Valhund suédois), amenés par les Vikings au IXe siècle. En effet, le Cairn est un chien de type assez primitif, rappelant fortement le spitz européen (loulou). Il semble s'être d'abord répandu dans les Highlands de l'ouest avant d'arriver quelques siècles plus tard dans les Hébrides, dont l'île de Skye où l'on trouvait les sujets les plus purs, grâce à l'isolement insulaire. 
Jusqu'au XIXe siècle, le Cairn est resté exclusivement un chien de travail destiné à tuer toutes sortes de nuisibles, notamment les renards, les blaireaux et les loutres. Les chiens devaient être capables de tuer seuls un adversaire plus gros qu'eux dès l'âge de 6 mois sous peine d'être sacrifiés. Cette aptitude ainsi que la petite taille étaient les seuls critères de sélection.[réf. nécessaire] Le Cairn a été fortement soumis à la sélection naturelle qui lui a conféré une fourrure épaisse et imperméable et un remarquable degré de résistance au froid. En effet, les chiens devaient dormir dehors, exposés aux tempêtes de neige, et n'étaient pas nourris par leurs propriétaires.[réf. nécessaire]
Le Cairn faillit ne jamais être reconnu par les instances cynologiques qui considéraient ce chien utilitaire à la fourrure hirsute comme un vulgaire bâtard. Mais grâce au travail acharné de quelques passionnés, il devint le 5e et dernier terrier d'Écosse à être reconnu en 1912. Dès lors, on l'apprécia de plus en plus comme chien de compagnie. 
Aujourd'hui, avec plus de 1 500 naissances annuelles, le Cairn est en France le terrier d'Écosse le plus populaire après le West Highland White Terrier ou Westie. Il est d'ailleurs l'ancêtre de ce dernier.

## Résumé du standard
Le Cairn terrier mesure entre 28 et 31 cm au garrot (c’est-à-dire au sommet de l’épaule). Son poids est en théorie de 6,3 kg, mais en réalité il peut aller de 7,5 à 12 kg. Son format est compact ; c’est un animal court sur pattes mais pas basset. La tête, de type lupoïde, est petite ; le museau assez court et pointu, les oreilles petites, triangulaires et bien dressées. Le corps et les pattes sont très musclés, montrant une bonne aptitude au travail. La queue est assez courte naturellement et portée haut. 
Le poil est le point le plus important : il est assez long (6-7 cm), dur, très abondant et serré. Il comporte également une couche de sous-poil très doux, laineux et imperméable. Le poil doit être bien droit et hirsute. Couleur : crème, froment, rouge, gris ou presque noir. Le bringé de toutes ces couleurs est admis. Non admis sont le noir pur, le blanc, le noir et feu. Les extrémités sombres telles que les oreilles et le museau sont très typiques.
Tout au long du XXe siècle, le cairn terrier a subi relativement peu de modifications de sa morphologie, comparé à d'autres races canines. Les principales, plus ou moins présentes selon les lignées, ont été une augmentation de la hauteur au garrot jusqu'à 5 cm, une tête un peu plus compacte avec une mâchoire légèrement plus courte et un stop plus marqué, un cou plus long, un dos plus court, une queue légèrement plus courte, des pattes légèrement plus longues et un format moins compact, et un poil plus long et au toilettage plus visible.

## Caractère et style de vie
Le Cairn est un chien renommé pour son intelligence, mais aussi parfois difficile à manier pour le propriétaire néophyte, car il est très sûr de lui. Son éducation doit être cohérente sans brutalité mais sans laxisme.
Étant celui des cinq races de terriers d'Écosse qui est resté le plus proche du type originel, il a fortement conservé son caractère de terrier, et des instincts de chasseur très développés. Même s'il a été présenté à d'autres animaux durant sa période de socialisation, il présente souvent un instinct de prédation très fort sur d'autres animaux, notamment les rongeurs, furets, lapins, chats, petits oiseaux et volailles, et il est susceptible de les tuer. 
C'est un chien d’un naturel curieux, et qui s’intéresse à tout. Il est très sûr de lui et ne montre que très rarement de crainte. C'est un chien particulièrement peu tolérant avec ses congénères, et les bagarres peuvent parfois être violentes, notamment entre mâles entiers. Il faut savoir que le cairn terrier est un petit chien qui aime explorer de ce fait il a tendance à fuguer si votre jardin n'est pas bien clôturé et si ses besoins ne sont pas respectés.
C'est un chien intelligent et débrouillard, qui peut très vite imposer sa volonté à un propriétaire trop laxiste. Il est recommandé au propriétaire d’être ferme sans brutalité, et de définir les limites à ne pas dépasser.
D'un tempérament affectueux, recherchant les câlins, très joueur, vif et infatigable, c'est un bon compagnon de jeu pour les adolescents et les enfants assez âgés pour savoir respecter un animal. Il est toutefois peu recommandé avec les bébés et les enfants en bas âge, car comme la plupart des terriers, il n'est pas particulièrement patient, et ses démonstrations d'affection exubérantes peuvent aisément renverser un tout-petit.
Le cairn terrier est d'une nature fondamentalement amicale, affectueuse et confiante envers tous les êtres humains, inconnus compris, il n'est donc pas un bon chien de garde. 
Il est parfois utilisé pour la chasse au gibier à poil avec beaucoup de succès, car c'est un chien très endurant, tenace et combatif avec ses proies. C'est une race pour laquelle des activités telles que la chasse au terrier, le broussaillage, l'agility, le cavage, le pistage ou le cani-cross conviennent bien, car bien que le cairn terrier n'ait pas une grande propension à l'obéissance, c'est le plus sportif des terriers d'Écosse. Il est également capable d'apprendre de petits tours avec une grande facilité, en utilisant des friandises comme récompenses. Il a un besoin impératif de dépenser son énergie quotidiennement, et une vie sans sorties régulières ne permettant pas au chien de se défouler dehors plusieurs heures par jour est déconseillée, sous peine d'obtenir un animal possiblement destructeur ou agressif par frustration. 

## Entretien
Le Cairn ne demande pas un toilettage très poussé. Pour être présentable, il doit être épilé mais cela ne doit pas se voir. Il ne doit jamais non plus être tondu, sous peine de voir apparaître un poil mou non conforme au standard. Il ne doit jamais ressembler à un Westie, et doit conserver une certaine longueur de poil conforme au standard. 
Cependant le fait d'être épilé lui confère souvent des irritations de la peau qui ne sont plus réversibles. Aussi cette tendance est peu conseillée de nos jours si vous ne faites pas de concours. 
Sous peine d’endommager le poil, il est préférable de ne le brosser que tous les 8 à 10 jours. Il est recommandé d'utiliser une carde et un peigne en fer.
Un Cairn ne doit jamais être « mis à plat » comme le Westie, c’est-à-dire que le poil de couverture soit totalement épilé, et qu’il ne reste que le sous-poil, car la repousse ressemblerait à celle du Westie et le poil deviendrait très dur et ondulerait. Un Cairn ne s’épile que lorsque la nouvelle repousse apparaît, le poil mort s’assemble en paquets disgracieux. Il faut utiliser de préférence le pouce et l’index, en tirant dans le sens du poil, plutôt qu’un couteau à épiler. Procéder par petites touffes, tirer dans le sens du poil, et avec l’autre main maintenir la peau afin d’éviter de faire mal au chien. Le poil enlevé est un poil mort qui s'élimine facilement de cette façon.
Il est déconseillé de laver trop souvent le Cairn, mais les chiens vivant dans les agglomérations urbaines subissant la pollution peuvent être baignés de temps en temps, en utilisant un shampoing spécial pour les chiens à poil dur.

## Santé
Le Cairn terrier n’a presque pas de problèmes de santé spécifiques. D'ailleurs sa longévité est relativement grande : 14 à 15 ans. Certains cairns peuvent atteindre l'âge de 20 ans.
Il doit être vacciné et vermifugé régulièrement, et à cette occasion le vétérinaire procède à un bilan de santé.
Un souci de santé bénin qui se rencontre souvent chez le cairn terrier est la dermite séborrhéique, vulgairement appelée "poil gras", apparaissant notamment quand le chien prend de l'âge. Elle peut évoluer et s'infecter, conduisant ainsi à devoir utiliser un shampooing désinfectant régulièrement.
Malgré sa petite taille, la race n'est pas particulièrement prédisposée à la luxation de la rotule.
Il est également soumis aux calculs urinaires, qui apparaissent si vous utilisez des croquettes de qualité moyenne ou mauvaise. En effet, ces croquettes mal dosées acidifient le corps de l'animal qui va générer des calculs dans la vessie (pouvant être de la taille d'un œuf) et infections urinaires lui occasionnant d'intenses douleurs (opération obligatoire).
La race ne connaît aucun problème de reproduction particulier. Les portées comprennent en moyenne 3 à 4 chiots, et les femelles sont de très bonnes mères attentionnées.

## Acquérir un Cairn terrier
On ne saurait trop recommander d’acheter un Cairn inscrit à un livre des origines pouvant donner droit à un pedigree. D'une part il ne coûte pas plus cher qu'un sujet produit sans certificat officiel d'ascendance, et d’autre part, s'il est élevé en France, les parents du chiot auront préalablement dû subir un examen de confirmation qui garantit l’absence de certains défauts et maladies héréditaires.
Il est recommandé de s'adresser à un éleveur spécialiste de la race qui l'élève depuis de nombreuses années, et qui est capable de conseiller le futur acquéreur sur le sujet le plus apte à lui convenir.
Le prix d'un Cairn est variable en fonction de la notoriété de l'élevage.

## Compléments